# Циганське щастя
«Циганське щастя» (рос. «Цыганское счастье») — радянський драматичний фільм, знятий в 1981 році режисером і сценаристом Сергієм Никоненком з розповідей Євгена Носова «У чистому полі за путівцем», «Шуба», «Портрет», «Варька».

## Сюжет
Фільм розповідає про важку долю циганки Марії і її сина Саші, якого вона виховує одна. Вона, в гонитві за стабільністю, вирішує переїхати в глухе село, де її син підросте і знайде собі вірних друзів. Але доля все так же залишається безжальною по відношенню до цих людей, і їм доводиться робити важкий вибір.

## У ролях
- Микола Крючков — Захар Касьянов
- Іван Каменський — Сашка, син Марії
- Марина Яковлєва — Варька
- Катерина Вороніна — Лєнка
- Лідія Федосєєва-Шукшина — Анюта
- Сергій Никоненко — Денис Іванович, голова колгоспу
- Лев Борисов — Єгор
- Катерина Жемчужна — Марія
- Георгій Светлані — дід
- Андрій Смоляков — Геннадій
- Наталія Хорохоріна — Клава
- Микола Погодін — завідувач

## Знімальна група
- Режисер — Сергій Никоненко
- Сценарист — Сергій Никоненко
- Оператор — Михайло Гойхберг
- Композитор — Володимир Мартинов
- Художник — Михайло Гараканідзе